# Konstal 105Np
Konstal 105Np (podtyp tramvaje 105N) je model tramvaje vyráběný polskou společností Konstal v roce 1994. Celkem byly vyrobeny 2 vozy, které byly v letech 1994–2013 v provozu ve Štětíně.

## Konstrukce
Tramvaj 105Np vychází (stejně jako některé typy polských tramvajových vozů 90. let 20. století) z konstrukce typu Konstal 105Na ze začátku 80. let 20. století. Jde o jednosměrný čtyřnápravový motorový tramvajový vůz se čtyřmi skládacími dveřmi a standardní výškou podlahy. Každou nápravu pohání jeden trakční stejnosměrný motor s výkonem 41,5 kW. Tramvaj je vybavena odporovou elektrickou výzbrojí. Proud je z trolejového vedení odebírán běžným pantografem. Řidičova kabina je uzavřená a oddělená od salónu pro cestující. V něm jsou plastové sedačky rozmístěny v uspořádání 1+1. Horní část oken je výklopná. Oproti klasickým vozům 105Na mají tramvaje 105Np místo motorgenerátoru statický měnič.

## Dodávky
| Současný stát | Město  | Článek | Typ   | Roky dodávek | Počet vozů | Evidenční čísla při dodání | Poznámky | Zdroj |
| ------------- | ------ | ------ | ----- | ------------ | ---------- | -------------------------- | -------- | ----- |
| Polsko        | Štětín | článek | 105Np | 1994         | 2          | 1035–1036                  |          | [ 2 ] |